# Romain Ternaux
Romain Ternaux est un écrivain français né en 1987.

## Biographie
Après des études de littérature à Reims, il monte à Paris et y rencontre l'écrivain américain Dan Fante à l'hôtel Odéon, grâce auquel il devient lecteur pour sa maison d'édition française 13e Note. Puis il s'enferme plusieurs années chez lui pour écrire des romans avant de voyager en Australie et en Asie du Sud-Est. 

## Œuvres

### Romans
- Croisade apocalyptique, Photographies par Bénigne[3], Dub éditions, 2014
- L'Histoire du loser devenu gourou, Aux Forges de Vulcain, 2015
- Spartacus, Aux Forges de Vulcain, 2017
- Success Story, co-écrit avec Johann Zarca, Goutte d'or éditions, 2019[4]
- I am Vampire, Aux Forges de Vulcain, 2019
- Underdog Samurai, Aux Forges de Vulcain, 2022

### Nouvelles
- « Punaises impunies », in Projet Arche, 18 novembre 2015[5]
- « J'ai tué Walt Disney », in Rebelle(s) n°6, Novembre-Décembre 2016
- « Champagne », in Addict-culture, "Madeleines", 13 juillet 2017[6]
- « In cauda textum », in Projet Arche, 26 décembre 2017[7]
- « L'écriture est un guêpier », in Projet Arche, 4 septembre 2018[8]
- « Aux Confins », in Le monde est en ruines, Juin 2020